# Highland
Highland, česky Vysočina (ve skotské gaelštině Sgìre Comhairle na Gàidhealtachd) je jedna ze 32 správních oblastí Skotska. Vznikla v roce 1975 z dřívějších hrabství Sutherland, Caithness a Nairnshire a částí hrabství Inverness-shire, Ross a Cromarty, Argyll a Moray (více zde). V současné podobě existuje od 1. dubna 1996, kdy došlo ke zrušení zdejších distriktů a správní orgány dosavadního regionu začaly plnit i úkoly, které plnily správní orgány zrušených distriktů. Oblast má rozlohu 25 657 km² (největší správní oblast Skotska) a 232 000 obyvatel (v roce 2010). Sousedí se správními oblastmi Moray, Aberdeenshire, Perth a Kinross a Argyll a Bute. Největším městem a správním centrem oblasti je Inverness.

## Města a vesnice v Highland
- Alness, Altnaharra, Applecross, Aviemore
- Back of Keppoch, Ballachulish
- Cromarty
- Dalwhinnie, Dingwall, Dornoch, Durness
- Fort Augustus, Fortrose, Fort William
- Gairloch
- Glencoe, Golspie
- Helmsdale
- Invergordon
- Inverness
- John o' Groats
- Kingussie, Kinlochbervie, Kinlochleven, Kyle of Lochalsh
- Mallaig
- Nairn, Newtonmore, North Ballachulish
- Plockton
- Portmahomack
- South Ballachulish
- Tain, Thurso, Tobermory, Tongue, Torridon
- Ullapool
- Wick

## Zajímavá místa v Highland
- Národní park Cairngorms
- zřícenina hradu Castle Tioram
- Cawdor Castle
- Culloden Battlefield
- Fort George
- Glencoe
- Glenfinnan
- Glen Orchy
- Glen Spean
- Highland Folk Museum
- Loch Linnhe
- Loch Lochy
- Loch Ness
- Rannoch Moor
- Skibo Castle
- Tor Castle
- Urquhart Castle
- West Highland Way